# 紫羅蓮

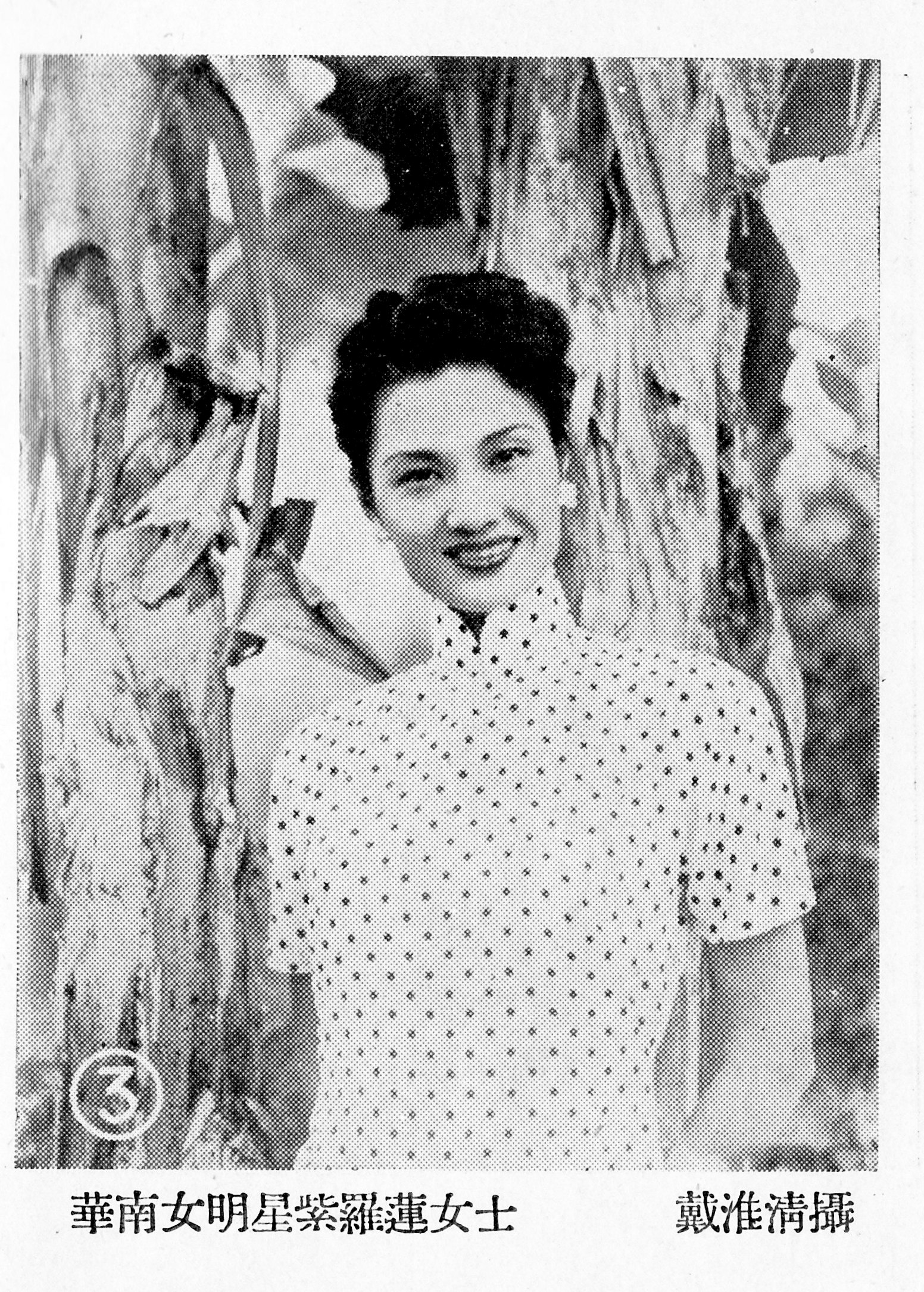
华南影星紫罗莲 戴淮清摄影

紫羅蓮（1924年12月23日—2015年12月24日），原名鄒潔蓮，籍貫廣東省雲浮縣，胞姊鄒潔雲是廣州著名的粵劇一線花旦，受薰陶在13歲開始學習粵劇，其後在馬師曾的「太平劇團」當二幫花旦。紫羅蓮在14歲時的銀幕處女作《第八天堂》（1938年），太平洋戰爭期間，日本「大日本映畫社」攝製宣傳軍國主義的《香港攻略》（1941年），紫羅蓮擔任配角演一場戲，還曾到日本觀摩學習，宣稱她將主演兩部宣傳大東亞共榮圈的電影，回港後伺機潛逃回中國，並找律師稱她是被迫接拍，因此避過「漢奸」罪名。戰後，她重返香港當電影演員，首演《含笑飲砒霜》（1947年），至1964年已演出超過110齣，角式多屬優閑少女、賢妻良母等正派人物。紫羅蓮是一位虔誠的基督教徒，息影後一直在教會當義工。
- 在1965年5月21日（星期五）的香港政府憲報發表港督戴麟趾爵士批准紫羅蓮（鄒潔蓮）歸化英國國籍[2]。
- 紫羅蓮（鄒潔蓮）曾在1979年11月5日（星期一）下午4時，香港麗的電視的《下午茶》婦女節目亮相接受訪問[3]。

## 電影
- 危樓春曉

## 家庭
- 父親：鄒德甫（约1885年－1965年4月23日）是粵劇前輩，1965年4月23日凌晨在九龍聖德肋撒醫院病逝，享壽80歲，翌日下午4時在九龍殯儀館出殯，遺體下葬香港華人基督教聯會九龍墳場。
- 胞姊：鄒潔雲，廣州粵劇演員[4]。
- 紫羅蓮（鄒潔蓮）育有3位女兒[5]。

## 外部連結
- 紫羅蓮在互联网电影资料库（IMDb）上的資料（英文）
- 紫羅蓮在香港影庫上的簡介
- 紫羅蓮在豆瓣上的资料（简体中文）
- 紫羅蓮在时光网上的簡介（简体中文）